# Amplicephalus funzaensis
Amplicephalus funzaensis är en insektsart som beskrevs av Rauno E. Linnavuori 1968. Amplicephalus funzaensis ingår i släktet Amplicephalus och familjen dvärgstritar. Inga underarter finns listade i Catalogue of Life.